# Václav Raba
Václav Raba (27. září 1915 Protivín, Rakousko-Uhersko - 27. června 2000 Llanferres, Wales) byl člen československého zahraničního leteckého odboje. Účastnil se bojů ve Francii a ve Velké Británii. Byl nositelem čtyř Čs. válečných křížů 1939, tří medailí za chrabrost, Čs. medaile za zásluhy I. stupně a dalších vyznamenání. Roku 2000 dosáhl in memoriam hodnosti brigádního generála.

## Život

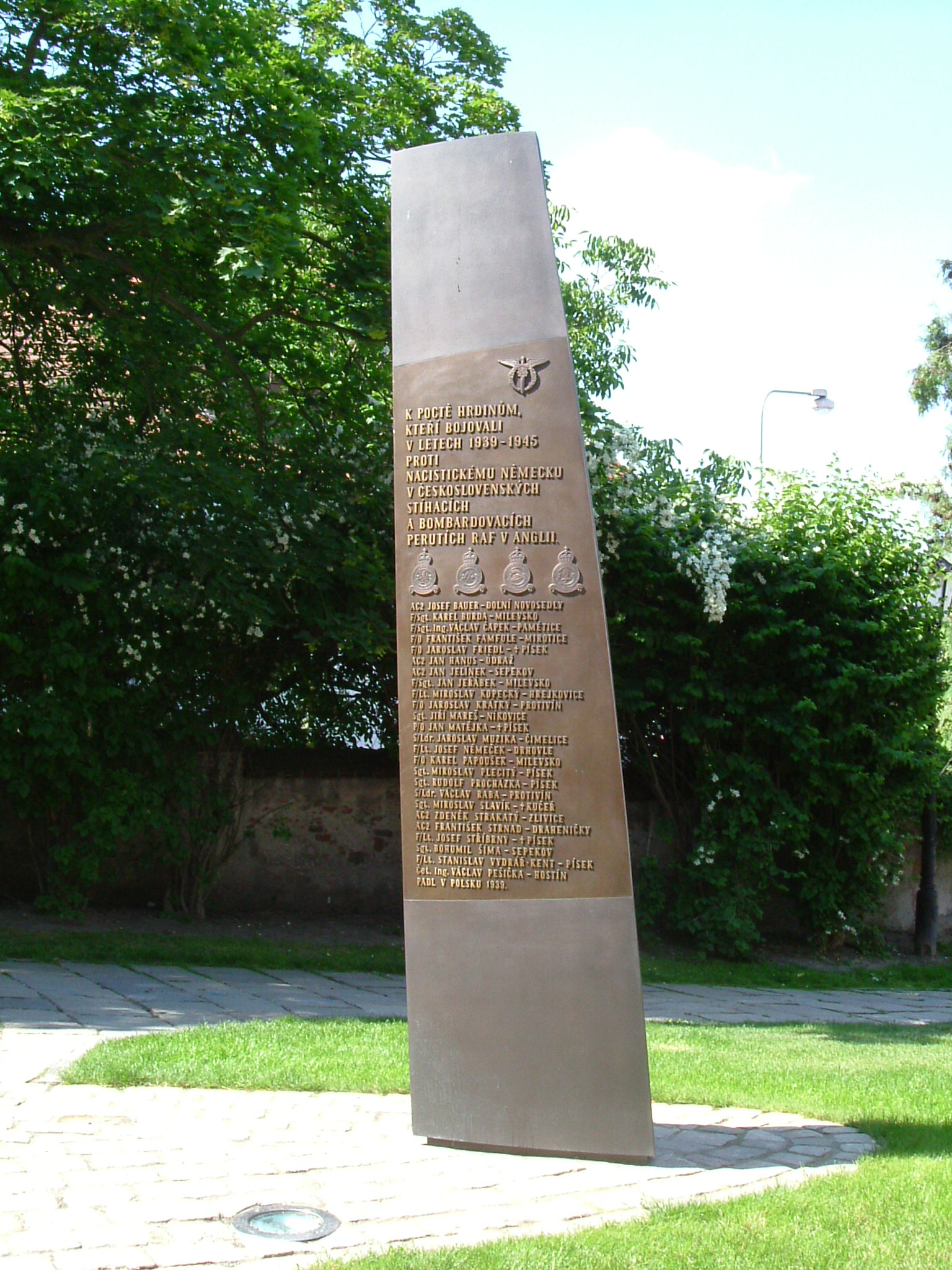
Pomník letcům z Písecka

Roku 1933 maturoval. Následně absolvoval školu pro důstojníky dělostřelectva a Vojenskou leteckou akademii v Brně, ze které byl roku 1937 vyřazen jako poručík letectva. Následně do října 1938 sloužil u Leteckého pluku 5. Po okupaci Československa v březnu 1939 se rozhodl opustit zemi a v očekávání blížící se války se zapojit do odboje. V červnu 1939 odešel do Polska a odtamtud pokračoval dále do Francie, kde v lednu 1940 zahájil letecký výcvik. Mezitím vypukla druhá světová válka. Dne byl 30. dubna 1940 byl Raba zařazen k bombardovací letce v Toulouse. Zanedlouho však skončila podivná válka a Německo provedlo rozsáhlou invazi do Francie. Po její kapitulaci byl Rába evakuován do Liverpoolu.
Dne 2. srpna 1940 vstoupil v hodnosti poručíka do britského královského letectva. Následně byl odeslán na přeškolení k jednotce 12th Operational Training Unit (OTU). V dubnu 1941 byl převelen k operační jednotce, kterou byla na několik dní 247. peruť RAF a následně 501. stíhací peruť. Jelikož výcvik absolvoval na typu Hawker Hurricane, u jednotky se musel přeškolit na výkonnější Supermarine Spitfire. Od září 1941 se začal zapojovat do bojových letů nad okupovanou Evropu. V květnu 1942 byl přeložen k 313. čs. stíhací peruti. Stal se velitelem její letky B. V říjnu 1942 ukončil svůj turnus. V létání pokračoval jako instruktor u 57. OTU.
Svůj druhý turnus Raba zahájil 15. dubna 1943 u 310. čs. stíhací perutě. Opět byl velitelem letky B. Od 21. května do 15. září 1944 byl velitelem celé perutě. Po skončení druhého turnusu působil až do konce války na Inspektorátu československého letectva v Londýně.
V červenci 1945 se vrátil do osvobozeného Československa. Od října 1945 do února 1947 byl velitelem Leteckého pluku 4 v Českých Budějovicích. V únoru 1947 byl jmenován zástupcem velitele Stíhacího výcvikového střediska. Po komunistickém převratu v roce 1948 byl Raba odeslán na dovolenou. Dne 24. května 1948 podruhé odešel do druhého exilu. Vrátil se do Velké Británie, kde podruhé vstoupil do královského letectva a později také získal britské občanství. Roku 1990 byl rehabilitován a v 1991 byl jmenován čestným občanem Protivína. Roku 2000 byl povýšen do hodnosti brigádního generála v. v. Roku 2000 ve Walesu zemřel.

## Vyznamenání

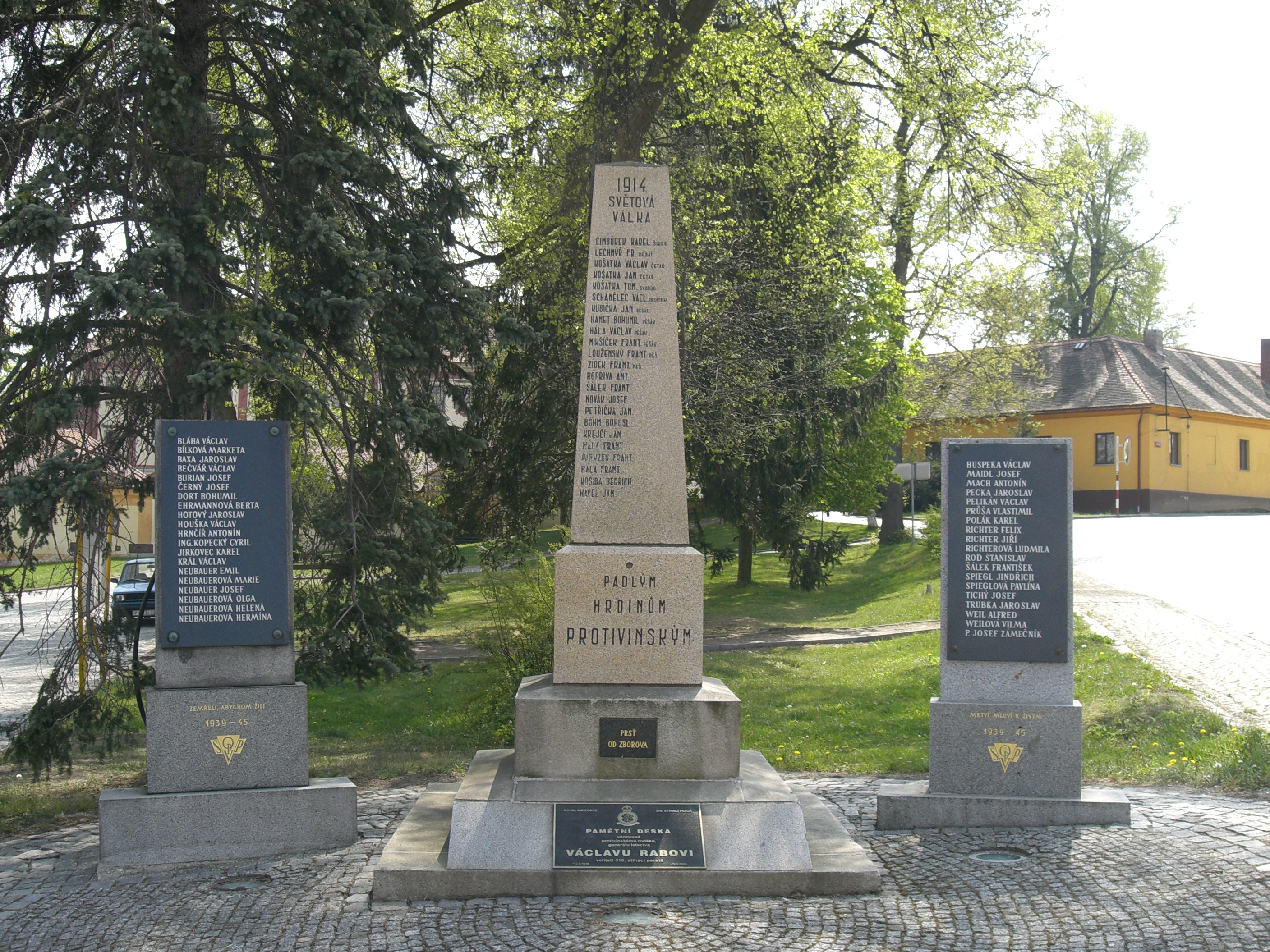
Součástí památníku v Protivíně je pamětní deska připomínající Václava Rabu

4×  Československý válečný kříž
3×  Československá medaile Za chrabrost před nepřítelem
 Československá medaile za zásluhy I. stupeň

## Připomínky
- Pomník letcům z Písecka v Písku[4]
- Pamětní deska v rodném Protivíně (přídána k Pomníku Obětem 1. a 2. světové války)[5]